# АЭС Сяпу
АЭС Сяпу — строящаяся атомная электростанция в округе Сяпу, провинция Фуцзянь, Китай, на острове Чанбяо. Это демонстрационный проект реактора IV поколения Китайской национальной ядерной корпорации (CNNC). Данный АЭС также известен под названием своего реактора как  CFR-600 (China Fast Reactor 600) «Китайский реактор на быстрых нейтронах 600» — это ядерный реактор на быстрых нейтронах бассейнового типа с натриевым теплоносителем. Строительство реактора началось в конце 2017 года. Мощность реактора составит 1500 МВт тепловой мощности и 600 МВт электроэнергии. 
По соглашению 2019 года планируется поставка топлива со стороны ТВЭЛ (дочка Росатома).
Проект CFR-600 на АЭС Сяпу является частью китайского плана по достижению замкнутого ядерного топливного цикла. Реакторы на быстрых нейтронах считаются основной технологией ядерной энергетики Китая будущего.
Также планируется более крупный промышленный реактор CFR-1000.
На той же площадке в декабре 2020 года было начато строительство второго быстрого реактора CFR-600 мощностью 600 МВт, и предлагается четыре реактора CAP1000 мощностью 1000 МВт.

## Проект CFR-600
Демонстрационный реактор на быстрых нейтронах (CDFR) CFR-600 является следующим шагом в программе Китайского института атомной энергии (CIAE). Ожидается, что реактор Xiapu-1 будет подключён к сети в 2023 году. Реакторы будут иметь 1500 МВт тепловой и 600 МВт электрической мощности, с тепловым КПД 41%, с использованием МОКС-топлива с выгоранием 100 ГВт·сут/т и с двумя контурами натриевого теплоносителя, производящими пар с температурой 480°С. В дальнейшем топливо будет металлическим с выгоранием 100-120 ГВт·сут/т. Коэффициент воспроизводства составляет около 1,1, расчётный срок эксплуатации 40 лет. В конструкции быстрых реакторов предусмотрены системы активного и пассивного отключения и пассивного отвода остаточного тепла.

## Критика
В 2021 году Al-Jazeera сообщила, что реакторы вызывают споры[уточнить], потому что они будут производить плутоний оружейного качества, поэтому, вероятно, будут иметь двойное военное и гражданское использование, а Китай прекратил ежегодные добровольные декларации в Международное агентство по атомной энергии МАГАТЭ о своих запасах плутония.

## Информация об энергоблоках
| Энергоблок | Тип реакторов | Мощность | Мощность | Начало строительства | Физпуск | Подключение к сети | Ввод в эксплуатацию | Закрытие |
| Энергоблок | Тип реакторов | Чистый   | Брутто   | Начало строительства | Физпуск | Подключение к сети | Ввод в эксплуатацию | Закрытие |
| ---------- | ------------- | -------- | -------- | -------------------- | ------- | ------------------ | ------------------- | -------- |
| Сяпу-1     | FBR, CFR-600  | 642 МВт  | 682 МВт  | 29.12.2017           |         |                    | —                   | —        |
| Сяпу-2     | FBR, CFR-600  | 642 МВт  | 682 МВт  | 27.12.2020           |         |                    | —                   | —        |